# В'єнгтхонг (Хуапхан)
В'єнгтхонг — один з районів (лаос. ເມືອງ муанг) провінції Хуапхан, Лаос.